# Bitter Sweet Symphony (bier)
Bitter Sweet Symphony is een Belgisch bier van hoge gisting.
Het bier wordt gebrouwen in Brouwerij 't Gaverhopke te Waregem, in samenwerking met de Amerikaanse brouwer Jean Broillet van de Tired Hands Brewing Company. Het is een amberkleurig bier, type dubbele IPA, met een alcoholpercentage van 7,8% met nagisting op fles. Het is een hoppig brouwsel met prikkels van zoete lychee en pompelmoes.